# Bucz (gmina)
Bucz – dawna gmina wiejska istniejąca w latach 1934–1954 i 1973–1976 w woj. poznańskim i leszczyńskim (dzisiejsze woj. wielkopolskie). Siedzibą władz gminy był Bucz.
Gmina zbiorowa Bucz została utworzona 1 sierpnia 1934 roku w powiecie kościańskim w woj. poznańskim z dotychczasowych jednostkowych gmin wiejskich: Barchlin, Biskupice Dłużyńskie, Boszkowo, Bucz, Charbielin, Kluczewo, Machcin, Popowo Stare, Poświętno, Sączkowo, Siekówka, Skarzyn i Szczepankowo Nowe (oraz z obszarów dworskich położonych na tych terenach lecz nie wchodzących w skład gmin). 
Po wojnie gmina zachowała przynależność administracyjną. Według stanu z dnia 1 lipca 1952 roku gmina składała się z 15 gromad: Barchlin, Biskupice Dłużyńskie, Borek, Boszkowo, Bucz, Charbielin, Kluczewo, Machcin, Popowo Stare, Poświętno, Sączkowo, Siekówko, Skarzyn, Sokołowice i Szczepankowo Nowe. Jednostka została zniesiona 29 września 1954 roku wraz z reformą wprowadzającą gromady w miejsce gmin. 
Jednostkę przywrócono w powiecie kościańskim, w woj. poznańskim wraz z reaktywowaniem gmin z dniem 1 stycznia 1973 roku. 1 czerwca 1975 roku gmina znalazła się w nowo utworzonym woj. leszczyńskim. 15 stycznia 1976 roku gmina została zniesiona przez połączenie z (również znoszoną) gminą Mochy w nową gminę Przemęt.